# Ästiger Schachtelhalm
Der Ästige Schachtelhalm (Equisetum ramosissimum) ist eine Pflanzenart aus der Gattung der Schachtelhalme (Equisetum) innerhalb der Familie der Schachtelhalmgewächse (Equisetaceae).

## Merkmale

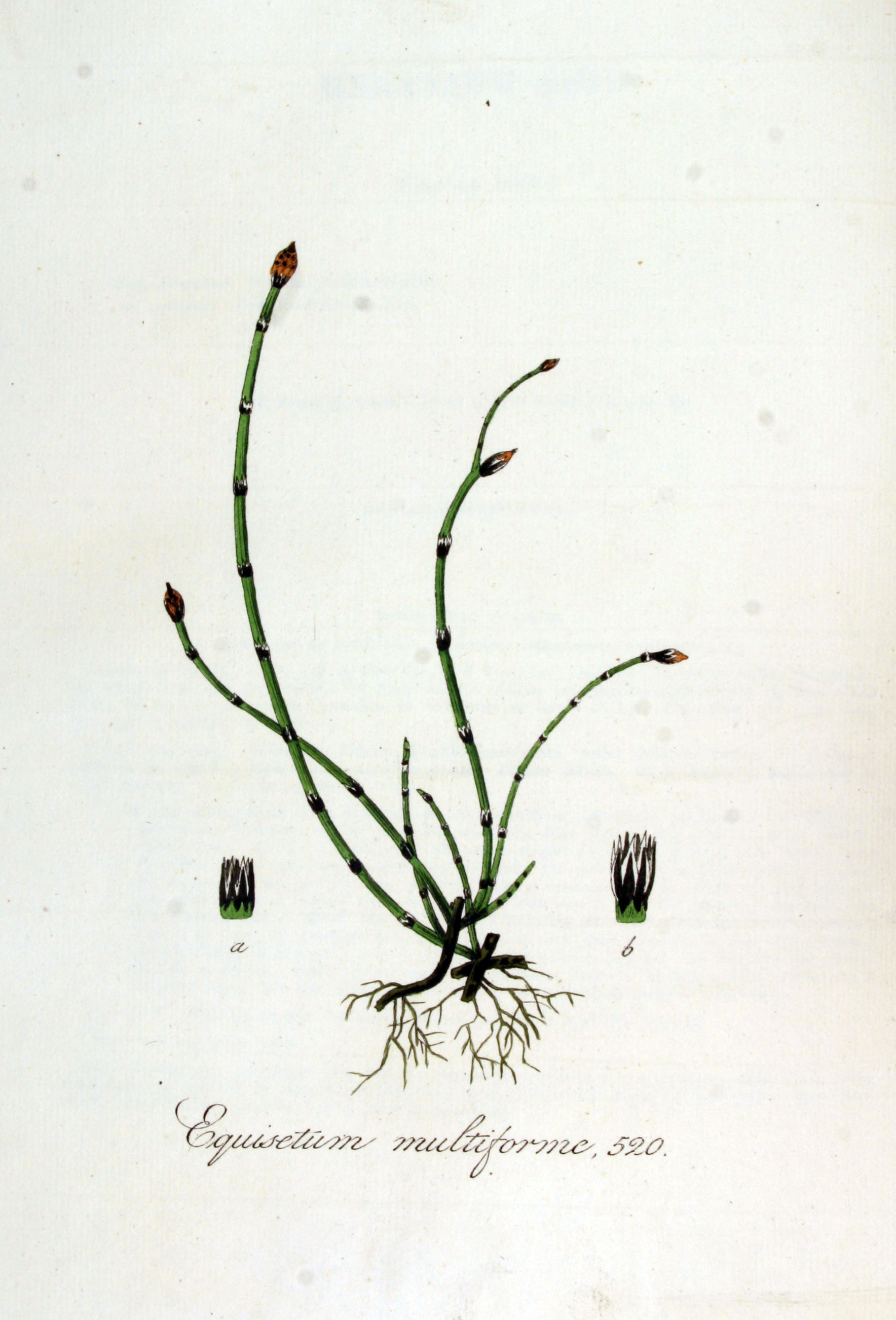
Illustration aus Flora Batava, Volume 7

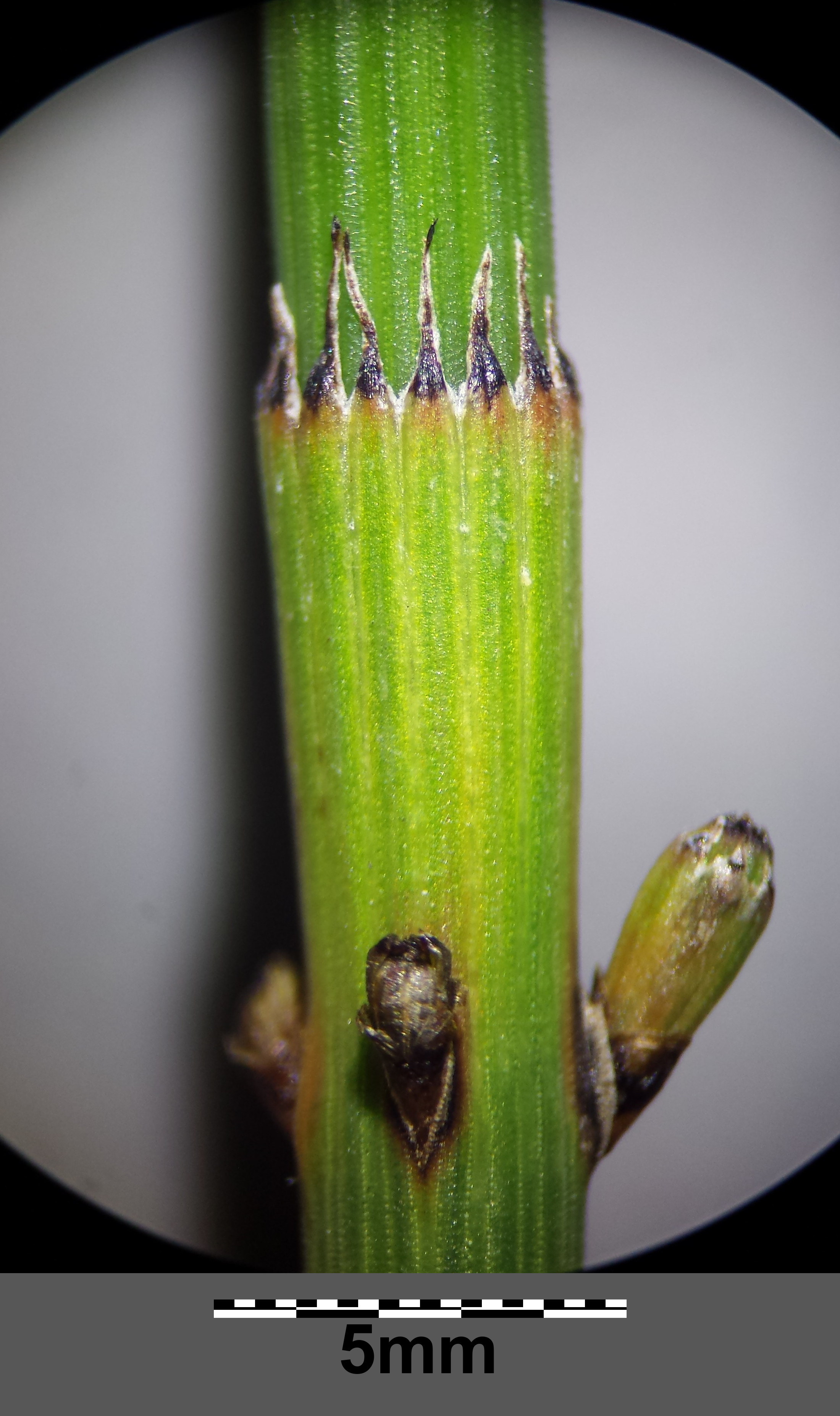
Stängel mit Scheide mit Zähnen

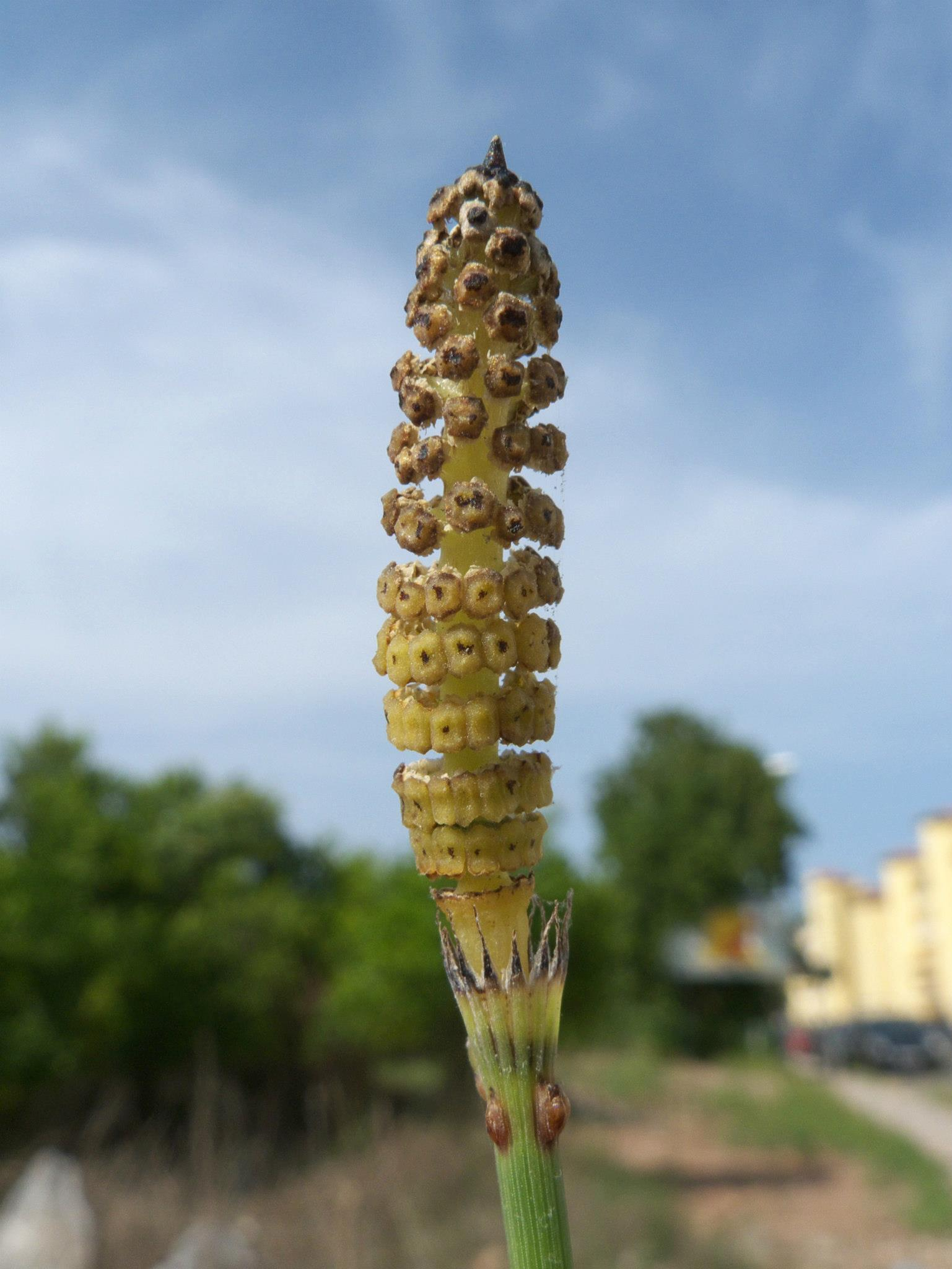
Sporangienähre

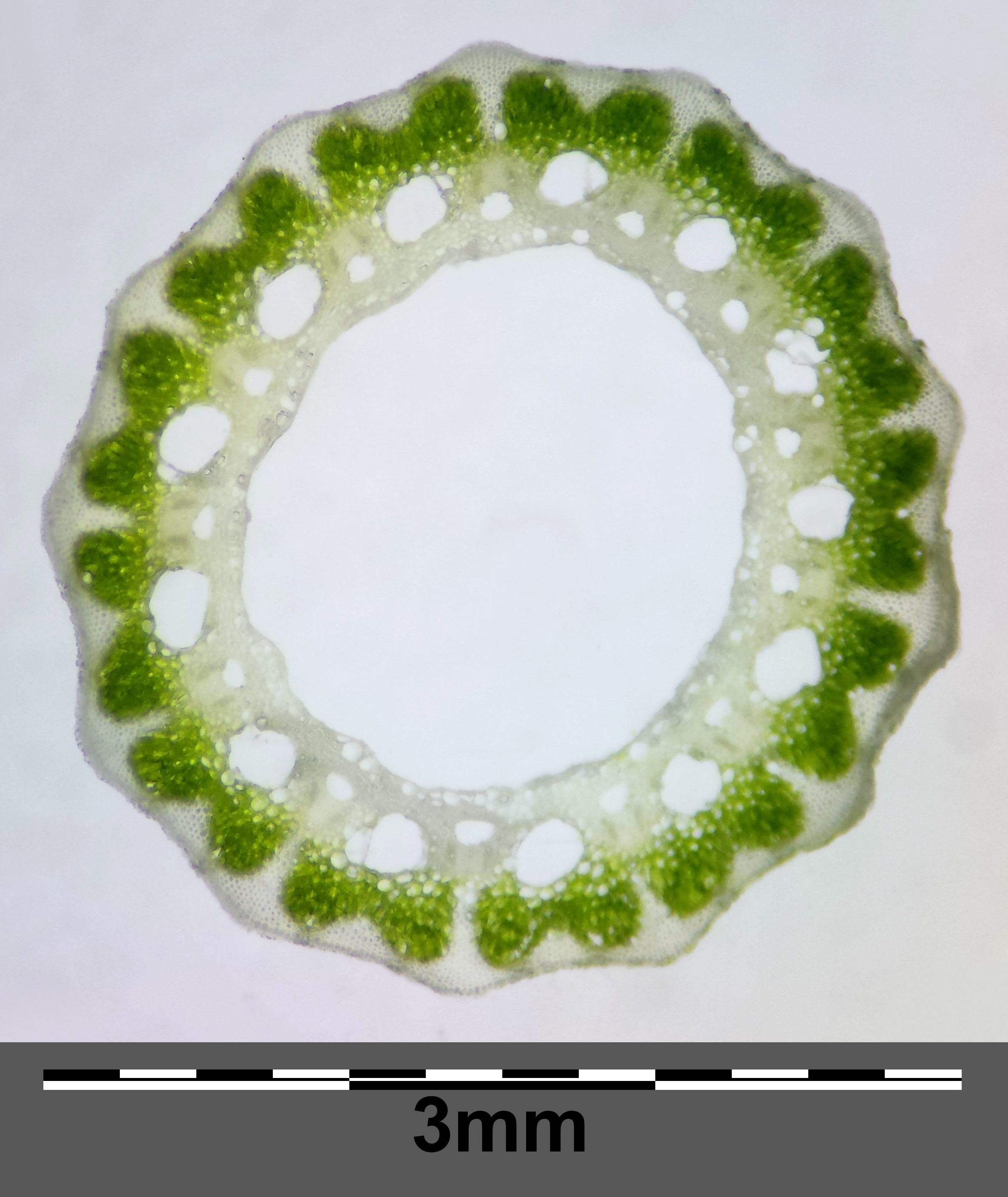
Stängelquerschnitt

Der Ästige Schachtelhalm wächst als ausdauernde krautige Pflanze. Er besitzt ein schwarzes, nicht glänzendes Rhizom. Die oberirdischen fertilen und sterilen Stängel sind liegend bis aufrecht, meist stark ästig und graugrün und erreichen Wuchshöhen von 10 bis 100 Zentimetern und Durchmesser von 2 bis 9 Millimetern. Die Stängel überwintern nicht. Ihre Internodien sind 3 bis 10 Zentimeter lang und haben 8 bis 15 Rippen. Die Zentralhöhle des Stängels ist etwas breiter als die Hälfte des Stängeldurchmessers. Die Stängelscheiden sind schmal trichterförmig, grün, 5 bis 22 Millimeter lang und 2 bis 8 Millimeter breit; sie tragen 8 bis 15 Zähne, die dreimal so lang wie breit sind. Die Seitenäste sind ungleich lang und stehen zu wenigen in Quirlen.
Die Sporangienähre ist 6 bis 22 mm lang, oben spitz und unten von der obersten Scheide umhüllt. Die Sporangien reifen von Juni bis Juli.
Beim Ästigen Schachtelhalm beträgt die Chromosomenzahl 2n = 216.

## Ökologie
Der Ästige Schachtelhalm ist ein Rhizom-Geophyt.

## Vorkommen
Der Ästige Schachtelhalm ist im gesamten warmen und warm-gemäßigten Eurasien, in Afrika und in Süd- und Zentralamerika weitverbreitet. Seine Nordgrenze in Europa erreicht er in der Bretagne, in Südengland, den Niederlanden, in Norddeutschland und in Polen. Er ist in Südeuropa meist häufiger als der Acker-Schachtelhalm. Er kommt in Europa in fast allen Ländern vor und fehlt nur in Irland, Island, Dänemark, Norwegen, Schweden, Finnland, Belarus und in der Slowakei. In Großbritannien ist seine Ursprünglichkeit zweifelhaft. Er steigt im Kanton Wallis bis in Höhenlagen von 1450 Meter.
Der Ästige Schachtelhalm ist lichtliebend und erträgt höchstens Halbschatten. Er gedeiht am besten auf sandigen Böden oder auf Kiesböden. Er besiedelt Kiesbänke, Dämme, Ufer, Halbtrockenrasen und Kiefernwälder, seltener auch Äcker. Er kommt oft in Pflanzengesellschaften des Verbands Mesobromion oder der Ordnung Agrostietalia vor.
Die ökologischen Zeigerwerte nach Landolt et al. 2010 sind in der Schweiz: Feuchtezahl F = 3w+ (mäßig feucht aber stark wechselnd), Lichtzahl L = 4 (hell), Reaktionszahl R = 4 (neutral bis basisch), Temperaturzahl T = 3+ (unter-montan und ober-kollin), Nährstoffzahl N = 2 (nährstoffarm), Kontinentalitätszahl K = 4 (subkontinental).

## Taxonomie und Systematik
Die Erstbeschreibung von Equisetum ramosissimum erfolgte 1799 durch René Desfontaines in Flora Atlantica sive Historia Plantarum ..., Band 2, S. 398. Synonyme sind Equisetum ramosum DC. und Equisetum elongatum Willd.
Je nach Autor gibt es etwa zwei Unterarten:
- Equisetum ramosissimum subsp. debile (Roxb. ex Vaucher) Hauke: Sie kommt in Indien, Sri Lanka, Indonesien, auf den Philippinen, in Hongkong und auf Taiwan vor.[6] Nach der Flora of China 2013 kommt sie auch sonst in China, in Japan, Malaysia, Indochina, Nepal, Myanmar, Thailand, Neuguinea und Inseln im südlichen Pazifik vor.[7]
- Equisetum ramosissimum Desf. subsp. ramosissimum: Sie kommt in Eurasien und Afrika und vor.[6]